# Goes tesselatus
Goes tesselatus är en skalbaggsart som först beskrevs av Samuel Stehman Haldeman 1847.  Goes tesselatus ingår i släktet Goes och familjen långhorningar. Inga underarter finns listade i Catalogue of Life.